# Bolletje

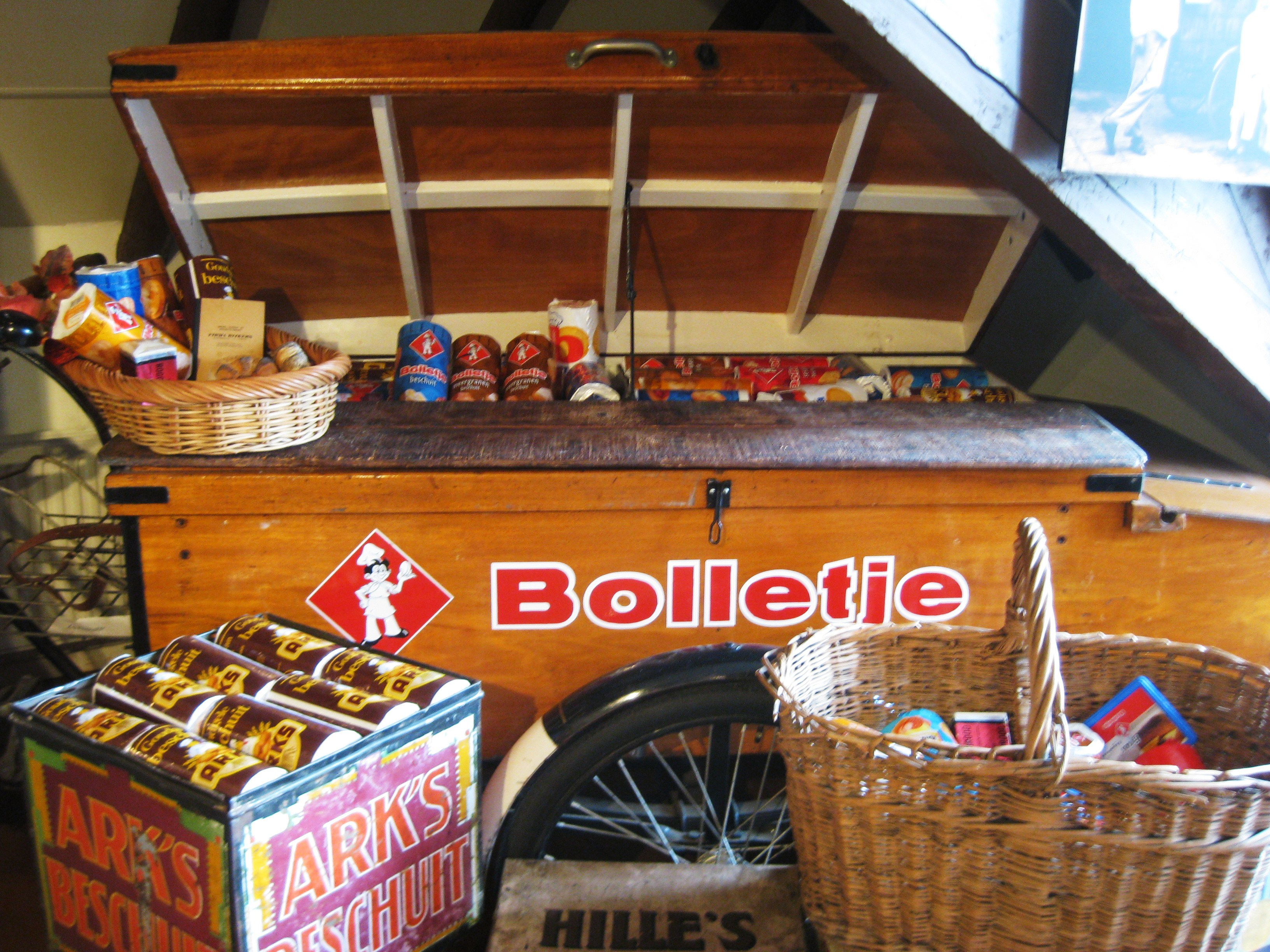
voorbeeld van de bakfiets in het museum

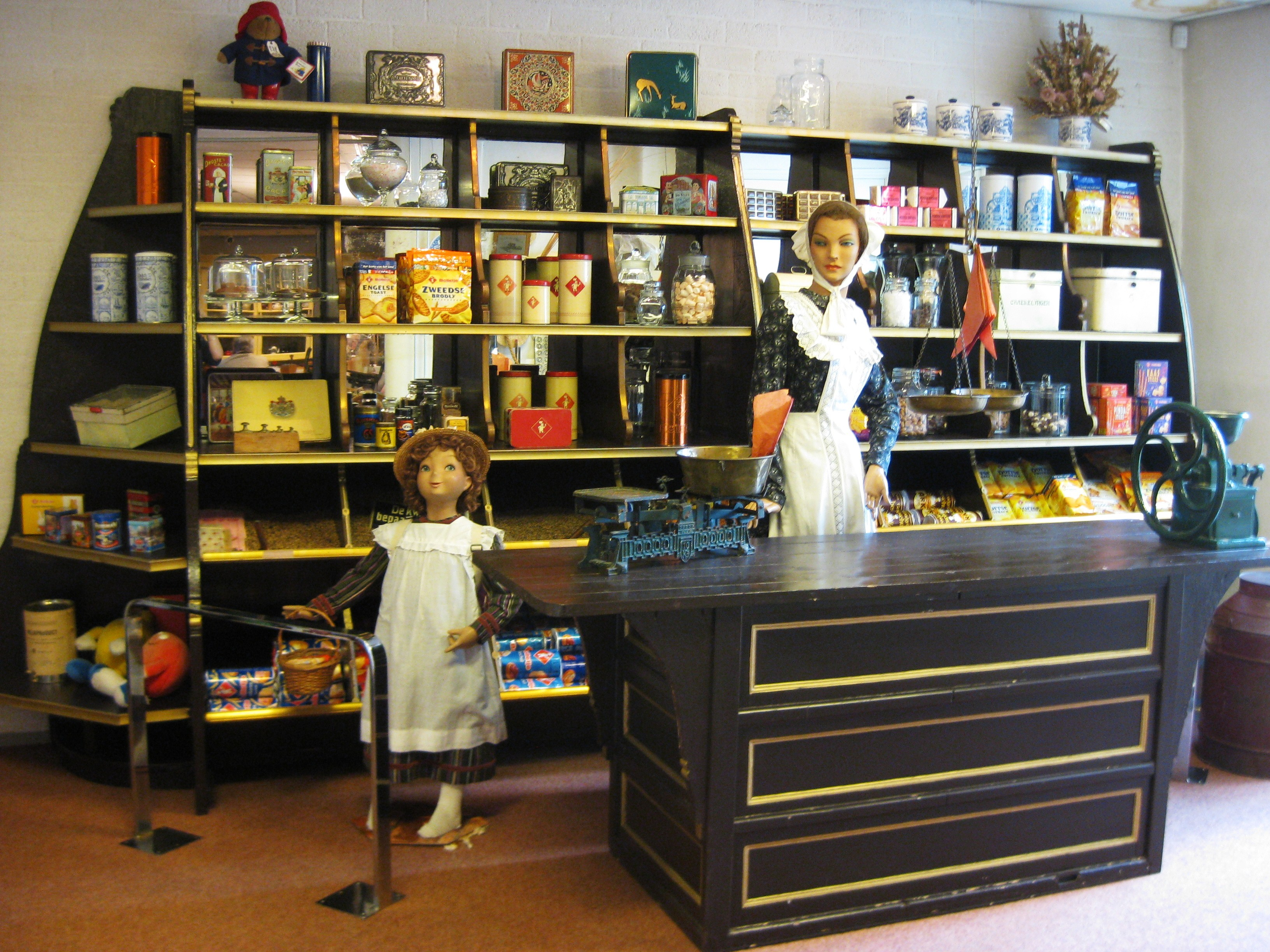
Bolletjewinkel van vroeger

Bolletje B.V. was tot april 2013 een Nederlands bedrijf dat diverse soorten broodvervangers en banketproducten produceert. Het bedrijf heeft 500 medewerkers verdeeld over twee vestigingen. In 2013 werd het bedrijf overgenomen door het Duitse Borggreve uit Neuenhaus.

## Geschiedenis
Gerardus Johannes ter Beek (1843-1933) startte aan het einde van 1867 een bakkerswinkel aan de Grotestraat in Almelo, in een pand dat zijn vader Albertus Antonius (1802-1868), die onder andere broodverkoper was, vlak voor zijn dood voor hem had gekocht. Dit bedrijf zou de start zijn van een familiebedrijf dat vanaf halverwege de 20e eeuw bekend zou worden onder de naam Bolletje.
Gerardus' zoon Albert (1877-1958) zette het bedrijf van zijn vader voort, maar legde zich meer toe op het bakken van beschuit. Reeds in de jaren '20 zette hij deze beschuiten met behulp van zijn bakfiets tot in Deventer af. Zijn vrouw stond in de bakkerswinkel in Almelo. Heden zijn in dit pand de Bolletje Winkel & Koffieschenkerij en het bakkerijmuseum De Meelzolder gevestigd. Het echtpaar kreeg vijf zonen en twee dochters die aanvankelijk allemaal in het familiebedrijf gingen werken. Oudste zoon Gerard ter Beek (1915-2006) werd verantwoordelijk voor de bakkerij. Na de Tweede Wereldoorlog werd besloten de beschuitproductie groot aan te pakken.
In 1954 startten de vijf broers een industriële bakkerij aan de Turfkade in Almelo. Johannes Antonius (Jan) ter Beek (1916-2006) was de initiatiefnemer tot wijziging van de merknaam "Ter Beek's Beschuit". Broer Gerard bedacht de naam "Bolletje". Bolletje ontwikkelde zich tot 's lands grootste beschuitproducent, mede dankzij een uitgekiend reclamebeleid van Jan ter Beek met medewerking van reclamebureau De Zuil uit Enschede. Het bedrijf werd beroemd vanwege de reclamespreuk: "Ik wil Bolletje!", later uitgeroepen tot de reclameslogan van de twintigste eeuw. In 1962 werd overgegaan tot samenwerking met het eveneens in Almelo gevestigde bakkersbedrijf Bachman Bakeries, dat gespecialiseerd was in het produceren van zoutjes.
In 1975 werd Arks Bakkerijen B.V. in Heerde overgenomen. In 1978 werd een nieuwe roggebroodfabriek geopend in Almelo. Daarna werden talloze andere bedrijven opgekocht, als Tumro uit Roermond, Smarius uit Tilburg, Meursing uit Amersfoort en Schriek's Koekfabriek uit Oosterhout. In 1983 werd het merk Varopa opgekocht. In 1994 werd Kelderman Broodspecialiteiten BV uit Naarden overgenomen en in 2000 volgde Jaffa Bakkerijen B.V. uit Amsterdam

### In de verkoop
Het bedrijf was nog altijd in handen van de nazaten van de oprichters, al was het laatste familielid ongeveer 12 jaar geleden als directeur vertrokken. De familie had het bedrijf in 2011 te koop gezet. Continental Bakeries wilde de zaak overnemen, maar in december 2012 weigerde de Nederlandse Mededingingsautoriteit (NMa) toestemming te geven aan de overname. Door de overname zou een zeer grote producent ontstaan met een Nederlands marktaandeel van 70-80%, die naast huismerk- ook het merkbeschuit Bolletje produceert. De NMa vond dat er na de overname te weinig concurrentie overbleef waardoor de prijs van beschuit omhoog kon gaan voor consumenten.
In april 2013 werd er een nieuwe koper gevonden, het Duitse bedrijf Borggreve. De overnamesom werd niet bekendgemaakt. Voor de werknemers van het bedrijf veranderde er nagenoeg niets en ook de consument zou weinig merken van de overname. De omzet van beide bedrijven werd in totaal zo’n € 200 miljoen en ze hadden circa 800 medewerkers. Borggreve is gevestigd in Neuenhaus en produceert naast koekjes ook beschuit.
In februari 2016 oordeelde het College van Beroep voor het bedrijfsleven (CBb) dat de Autoriteit Consument en Markt (ACM), de opvolger van de NMa, ten onrechte de overname van Bolletje door Continental Bakeries had verboden. De ACM heeft onvoldoende onderbouwd dat merk- en huismerkbeschuit behoren tot dezelfde markt. Winkelketens kopen hun huismerk via aanbestedingen en merkbeschuit wordt ingekocht via rechtstreekse onderhandelingen met de fabrikant. De ACM heeft niet aannemelijk gemaakt dat het samengaan van de twee bedrijven zou leiden tot een kartel. De uitspraak heeft geen consequenties voor Bolletje en Borggreve.

## Vestigingen
De hoofdvestiging van Bolletje staat in Almelo. Naast de coördinerende afdelingen is hier tevens de grootste productielocatie te vinden. In Almelo worden onder andere beschuit en diverse soorten broodvervangers zoals roggebrood geproduceerd. Bolletje heeft ook een vestiging in Heerde, waar onder andere knäckebröd wordt gefabriceerd.
Sinds halverwege 2000 is Bolletje ook eigenaar van Jaffa Amsterdam, waar diverse soorten broodvervangers worden geproduceerd, voor zowel supermarkt als horeca. Een deel van de productie wordt geëxporteerd. Export vindt met name plaats naar landen waar veel Nederlandse immigranten wonen, zoals Australië, Canada, Nieuw-Zeeland en de Verenigde Staten van Amerika.

## Logo
Striptekenaar Marten Toonder heeft het logo van Bolletje, een lachend bakkertje met een beschuit in zijn hand, ontworpen. In 2022 werd het logo aangepast met een nieuwe tekening van het bakkertje. 